# Det vilde dusin 2
Det vilde dusin 2 (engelsk Cheaper By The Dozen 2) er en amerikansk komediefilm fra 2005, produceret af Adam Shankman. Filmen er en opfølger til Det vilde dusin, som udkom i 2003. Filmen udkom på DVD 16. august 2006 i Sverige.

## Handling
Igen følger vi familien Baker. Denne gang skal de på ferie. Der går ikke helt let, da de er to forældre og 12 børn, hvor den ældste datter er gravid. Det gør det ikke bedre, når familiens ærkefjender bor på den anden side af søen, og som har otte næsten perfekte og velopdragne børn.

## Rolleliste
- Steve Martin - Tom Baker
- Eugene Levy - Jimmy Murtaugh
- Bonnie Hunt - Kate Baker
- Tom Welling - Charlie Baker
- Piper Perabo - Nora Baker-McNulty
- Carmen Electra - Sarina Murtaugh
- Jaime King - Anne Murtaugh
- Hilary Duff - Lorraine Baker
- Taylor Lautner - Eliot Murtaugh
- Alyson Stoner - Sarah Baker
- Jonathan Bennett - Bud McNulty
- Jacob Smith - Jake Baker
- Liliana Mumy - Jessica Baker
- Morgan York - Kim Baker
- Kevin Schmidt - Henry Baker
- Forrest Landis - Mark Baker
- Brent Kinsman - Nigel Baker
- Shane Kinsman - Kyle Baker
- Blake Woodruff - Mike Baker
- Alexander Conti - Kenneth Murtaugh